# Дука од Медуна
Дука од Медуна или Рашко Милутинов Гроздановић био је један од најпознатијих српских пустолова у 19. вијеку, поријеклом из брђанског племена Бјелопавлићи. У роману француског књижевника Алфонса Додеа Тартарен Тарасконац он је један од главних ликова који је у то вријеме увесељавао безмало читаву писмену Европу, а кнеза Николу и двор на Цетињу прилично онерасположио, гдје му је због тога и суђено.

## Свједочанства о Дуки од Медуна
У српском народу изван Црне Горе је остао прилично незапажен док је у 19. вијеку у Црној Гори и у неким градовима Европе био релативно познат, углавном по својим аферама и бројним преварама.

### Лист Црногорац
У новинама Црногорац 1871. године изашао је чланак о њему: 
У Јевропи чувени скитач, најпознатији под именом Дука од Медуна, пао је нашој јавности у руке, и ево га већ неколико дана у затвору, овђе, на Цетињу. Он је, нажалост, родом из Бјелопавлића а право име му је Рашко Милутинов Гроздановић, но то је само овђе признао јер су му сви трагови похватани, а у свијету је узимао сваки дан друго име. Издавао се сад за овога грофа, сад за онога кнеза, или рођака једне владајуће породице, а у српскијем крајевима, често за сина Луке Вукаловића. Он је онај исти Дука од Медуна, који ће бити познат нашем свијету и чувен због злоупотребе имена и знатне новчане преваре у одношају с једном грофицом. У Риму опет једноме канонику св. Јеронима, измамио је њеколике стотина шкуда, а у Ђенови једном трговцу до 15.000 талира. У пошљедње вријеме вукао се по нашијем крајевима под именом Гарашанина (сина) као члан измишљена друштва "Прва југославенска борба", а и имао је печат са тијем натписом у наоколо а у сриједи двије руке стиснуте и два прекрштена мача. Он говори језике: српски, француски, њемачки, талијански, грчки, руски, турски и можда јос који. Зна мноштво народнијех пјесама на изуст., издаје се за списатеља и пјесника и наводи њеке своје пјесме. Говори о свијема нашијем народнијем људима, као да све лично познаје, а тако исто и о јевропскијем великијем људима. Он каже за себе, да је његов живот пунији чуднијех доживљаја него и онога грофа Монте Христа. По свему се види да је даровит, али злоупућени живот начини га шарлатаном. Његов испит пред судом, који ће се овијех дана држати, биће на сваки начин јако занимљив.

### Алфонс Доде
Алфонс Доде је 1872. године објавио роман Тартарен Тарасконац у којем 9. поглавље има наслов "Црногорски кнез Грегори". Провиђење је Таратарену послало једног црногорског племића с којим се већ раније упознао на броду. Грегори је био потомак старе насљедне лозе, браћа су га прогнала када му је било десет година, због његових слободоумних начела и од тада путује свијетом ради образовања и уживања. Кнез је провео три године у Тараскону. Пило се добро и дуго. Испијало се "у част алжирских госпођа" У славу слободне Црне Горе!...". Рачун је платио Тартарен. Касније је Тарасконац први пут посумња. Посумња у Црну Гору, посумња у пријатељство... Кнез Грегори је умакао с портфељем и новчаницима...

### Јозеф Холечек
Јозеф Холечек је о њему у својој књизи Црна Гора у миру (1883) оставио више података. У Европи је био познат под именом "Лео, принц арменски". По Цетињу се раширила вијест да је стигао Дука од Медуна. Холечек је мислио да се радило о неком италијанском војводи који воли Црногорце и који је дошао да им помаже у борби за слободу. Био је веома популаран јер су сви о њему говорили. Кренуо је из Кучке нахије, из неког села поред Медуна. Као мали обрео се у Италији. Ратовао је под Гарибалдијем. Ствари на брзину измисли па се тешко раздваја лаж од истине. Боравио је свуда по Европи гдје је било рата, револуција, буна. Брзо је учио језике и обичаје. Заљубљена француска маркиза, богата удовица га је извукла из канџи екстремног социјализма и вратила у касту плаве крви. Са њом је живјео три године, а брак је одбијао уз лаж да је све папире о племенитом поријеклу изгубио у Паризу. Умио је да пише само на српском, који је још у Црној Гори научио. Након признања да је из љубави лажирао своје поријекло осрамоћена маркиза је тражила затварања и робију. Побјегао је у Црну Гору 1875. године. Та прича је кружила по многим европским новинама. Надао се да се у Црној Гори за то неће сазнати, али због тога се књаз на њега љутио јер је пред свијетом осрамотио Црну Гору.
Због опасности од посљедица бјежи у западну Босну и служи Словенцу Мирославу Хубмајеру, војводи босанских устаника. Представио се као црногорски војвода послан од књаза Николе а Хубмајер му је повјеровао. Прва Дукина обавеза била је да чврсто узме у своје руке Хубмајерове финансије. У логору је живјео достојно војводе. Када би гладни Боснаци чули како се живи у логору, напуштали би жене и дјецу и молили да их приме у војну службу. Тако је било све до прољећа 1876. Јован Поповић је из Москве дошао у логор као политички дописник за "Руски мир". Лажно се представио као побратим Дуке од Медуна. Ушавши у шатор затекао је два јунака у братском загрљају на голој земљи како спавају. Јован је тражио да се Дука одстрани или ће одмах објавити шта је видио. Дука се из логора вратио оцу и мајци. Црногорце је његов живот забављао и са књазом нису дијелили негативно мишљење о њему. Када се срео са књазом овај му је обећао вјешала. Вјештином убјеђивања, не само да га Никола није погубио него га је именовао и за свог послилног. Холечек је имао лично прилику да разговара са Дуком који му је говорио о својим борбама (напад на краљевски град Напуљ) са пријатељем Гарибалдијем. Том приликом је од Гарибалдија "спасио краљицу". Док је то говорио испразнио је двије или три флаше пива. Био је стално књазу уз ноге. Након што је избачен из службе посилног поново пада у књажеву немилост. Трајно се настанио у Црној Гори гдје је постао "адвокат". Писао је народу жалбе, бранио их пред судом и од тога скромно зарађивао. Када није било парница вјештачки их је изазивао. Постао је демон црногорског породичног живота, наводећи жене да туже мужеве, а мужеве да се жале на жене.

### Саво Ивановић
Бивши тајник Сената Црне Горе, Саво Ивановић, који је због сукоба са кнезом Николом побјегао у Србију и уз финансијску помоћ Обреновића објавио у Осијеку књигу Неколико крвавих слика из албума Петровић-Његошевог дома, спомиње и Дуку од Медуна. Обраћа се кнезу Николи да је Дуки дао налог за његово убиство: 
Како сте покушавали да поменутог Сава убијете и преко Ника Барбе у Грбљу, а тако исто и преко Дуке од Медуна у Сремским Карловцима нећемо говорити, премда не можемо прећи ћутећи, а да Вас не упитамо: зашто тако смртно мрзите и гоните тога човјека и његову браћу?

### Павле Ровински и Густав Раш
Павле Ровински у својој Етногрфији Црне Горе пише да је овог авантуристу описао њемачки путописац Густав Раш. Раш га спомиње као Јерменског принца у дјелу Vom Schwarzen Berge. Montenegrinische Skizzen, Bilder und Geschichten, Дрезден, 1875., стр. 32-35.